# ژیل سبان
ژیل سبان (به فرانسوی: Gilles Sebhan) نویسنده قرن بیستم میلادی اهل فرانسه است.